# Rebecca Heineman
Rebecca Ann Heineman (previamente William Salvador Heineman) es una diseñadora y programadora de videojuegos transgénero estadounidense. Veterana de la industria de los videojuegos, Heineman fue fundadora de las compañías de videojuegos Interplay Productions, Logicware, Contraband Entertainment, y Olde Sküül. Ha sido la directora ejecutiva de Olde Sküül desde 2013.

## Infancia
Rebecca Ann Heineman nació y se crio en Whittier, California. Cuando era joven, no podía permitirse comprar juegos para su Atari 2600, por lo que aprendió por sí misma a copiar cartuchos y se hizo con una considerable colección de videojuegos pirateados. Con el tiempo, se sintió insatisfecha con solo copiar juegos y realizó ingeniería inversa del código de la consola para comprender cómo funcionaban los juegos.
En 1980, Heineman y un amigo viajaron a Los Ángeles para competir en fase regional de un campeonato nacional de Space Invaders. Aunque no esperaba terminar entre los 100 mejores, ganó la competición. Más tarde ese mismo año, también ganó el campeonato en Nueva York. Por lo tanto, se considera que Heineman es la primera campeona de un torneo nacional de videojuegos.

## Carrera profesional
Después de ganar el torneo, la revista mensual Electronic Games le ofreció a Heineman un trabajo como redactor, y también se le ofreció ser consultor de un libro llamado How to Master Video Games (Cómo dominar los videojuegos). Durante ese tiempo, le mencionó a un editor de una revista que había modificado código de Atari 2600 mediante ingeniería inversa, y el editor organizó una reunión entre Heineman y los dueños la empresa desarrolladora de videojuegos Avalon Hill. Cuando se reunió con ellos, fue contratada instantáneamente como programadora. Heineman, que tenía 16 años en ese momento, se mudó al otro lado de Estados Unidos para su nuevo trabajo, cancelando sus planes de conseguir su graduación de enseñanza secundaria. En Avalon Hill, Heineman creó un manual para el equipo de programación de la empresa, el motor de juego del estudio y el código base para varios proyectos de software, incluido su primer juego, London Blitz, antes de dejar la empresa.
Heineman regresó a California para trabajar para otro desarrolladora, Boone Corporation. Para Boone, programó los juegos Chuck Norris Superkicks y Robin Hood, adquiriendo conocimientos de programación de Commodore 64, Apple II, VIC-20 e IBM PC, de hardware de videojuegos, así como de diseño de videojuegos. Boone cesó sus operaciones en 1983, por lo que Heineman se unió a Brian Fargo, Jay Patel y Troy Worrell, y los cuatro fundaron Interplay Productions (más tarde conocida como Interplay Entertainment). Heineman actuó como programadora principal de la empresa, trabajando en Wasteland, The Bard's Tale, Out of This World y las versiones de Mac OS y 3DO de Wolfenstein 3D.
Heineman diseñó The Bard's Tale III: Thief of Fate, Dragon Wars, Tass Times en Tonetown, Borrowed Time, Mindshadow y The Tracer Sanction, entre otros, para Interplay. A medida que la compañía crecía a tener más de 500 empleados, Heineman, deseando volver a sus comienzos con un equipo más pequeño, dejó la compañía en 1995 y cofundó Logicware, donde actuó como CTO y programadora principal. Aparte de sus juegos originales, Heineman supervisó las actividades de conversión de plataforma de la compañía, incluyendo Out of This World, Shattered Steel, Jazz Jackrabbit 2 y una versión cancelada para Mac OS de Half-Life.
En 1999, Heineman fundó Contraband Entertainment, asumiendo el rol de CEO. La compañía desarrolló varios juegos originales junto con ports a diversas plataformas para otros desarrolladores. Los proyectos dirigidos por Heineman incluyen Myth III: The Wolf Age y Activision Anthology, y versiones para Mac OS de Aliens vs. Predator, Baldur's Gate II y Heroes of Might & Magic IV. Durante este tiempo, también realizó trabajo de consultoría directamente para otras empresas: actuó como "Ingeniero Senior III" para Electronic Arts, actualizó código de motor de juego para Barking Lizards Technologies y Ubisoft, opimizó código para Sensory Sweep Studios, actuó como arquitecto de software senior para Bloomberg LP y Amazon, realizó capacitación sobre el desarrollo de Xbox 360 para los estudios de desarrollo de Microsoft y trabajó en el código del kernel para PlayStation Portable y PlayStation 4 de Sony. Durante su época en Amazon, Heineman fue, además de su rol tecnológico, también la "Presidenta de transgénero" del grupo LGBTQ+ de Amazon, conocido como Glamazon.
Contraband cesó de operar en 2013 y Heineman fundó una nueva empresa, Olde Sküül, junto con Jennell Jaquays, Maurine Starkey y Susan Manley. En Olde Sküül, Heineman ejerce como CEO.

## Vida personal
Hacia 2003, a Heineman se le diagnosticó disforia de género y comenzó su transición a mujer. Cambió formalmente su nombre de pila a Rebecca Ann. Desde su transición, Heineman ha vivido como lesbiana. Tiene cinco hijos y estuvo casada con Jennell Jaquays hasta su fallecimiento. Heineman reside en El Cerrito, California, donde se encuentra su empresa Olde Sküül.

## Membresías
Heineman ha sido parte del consejo asesor del Museo de Historia de los Videojuegos desde 2011 y es parte del consejo de administración de la organización LGBTQ+ GLAAD.

## Premios y reconocimientos
Heineman es reconocida como la primera campeona de un torneo nacional de videojuegos por ganar el Campeonato Nacional de Space Invaders de 1980. Sailor Ranko, un fanfiction basado en Sailor Moon creado por Heineman, ha ganado múltiples premios. En 2017, se convirtió en miembro del Salón Internacional de la Fama de los Videojuegos.

## Videojuegos
| - The Bard's Tale (1985) - Borrowed Time (1985) - Tass Times in Tonetown (1986) - The Bard's Tale III: Thief of Fate (1988) - Neuromancer (1988) - Crystal Quest (1989, versión para Apple IIGS) - Dragon Wars (1989) - Track Meet (1991) - RPM Racing (1991) - Another World (1992, versión para SNES) - Rescue Rover (1993, versión para Apple IIGS) - Interplay's 10 Year Anthology: Classic Collection (1993) - Ultima I: The First Age of Darkness (1994, versión para Apple IIGS) - Wolfenstein 3D (1995, versiones para Mac y 3DO) - Kingdom: The Far Reaches (1995) - Killing Time (1996) - Doom (1996, versión para 3DO) - Defiance (1997) - Tempest 2000 (1998, versión para Mac) | - Remington Top Shot: Interactive Target Shooting (1998) - Redneck Rampage (1999, versión para Mac) - Jazz Jackrabbit 2 (1999, versión para Mac) - Galactic Patrol (1999, versión para Mac) - Bugdom (1999) - Myth III: The Wolf Age (2001) - Baldur's Gate II: Shadows of Amn (2001, versión para Mac) - Nanosaur Extreme (2002) - Icewind Dale (2002, versión para Mac) - Hexen II (2002, versión para Mac) - Activision Anthology (2002) - Medal of Honor: Rising Sun (2003) - Pitfall: The Lost Expedition (2004) - Medal of Honor: Pacific Assault (2004) - GoldenEye: Rogue Agent (2004) - Medal of Honor: European Assault (2005) - Command & Conquer 3: Tiberium Wars (2007) - Alvin and the Chipmunks (2007) - Chip's Challenge (2015, reedición para Windows) |